# Ryuthela owadai
Ryuthela owadai is een spinnensoort uit de familie Liphistiidae. De soort komt voor in Riukiu-eilanden.